# Всё включено
«Всё включено́» (англ. all inclusive) — комплекс услуг, который предоставляют в отелях. Он подразумевает бесплатное предоставление питания, напитков (часто локальных) и других видов услуг одновременно с проживанием в отеле.
Первой подобный подход внедрила французская компания, предоставляющая услуги клубного отдыха Club Med.
Со временем размещение по системе «всё включено» стало набирать популярность, и появились его ответвления, например, «ультра всё включено», «супер всё включено» и им подобные. Некоторые источники утверждают, что есть разница между терминами «всё включено» и «all inclusive».